# Наша Родина
На́ша Ро́дина (рос. Наша Родина) — селище у складі Яйського округу Кемеровської області, Росія.

## Населення
Населення — 94 особи (2010; 127 у 2002).
Національний склад (станом на 2002 рік):
- росіяни — 93 %